# The Bourne Ultimatum
The Bourne Ultimatum (bra: O Ultimato Bourne; prt: Ultimato) é um filme de produção estadunidense e alemã de 2007 dos gêneros ação, espionagem e thriller, dirigido por Paul Greengrass e baseado em romance de espionagem Robert Ludlum de mesmo nome.
Os produtores são Patrick Crowley, Frank Marshall, Paul L. Sandberg e Doug Liman, que dirigiu o primeiro filme de Bourne, The Bourne Identity.
Embora todos os três filmes sejam comercialmente bem sucedidos e aclamados pela crítica, The Bourne Ultimatum é o único filme da trilogia nomeado ao Oscar, tendo vencido nas categorias de melhor edição, melhor edição de som e melhor mixagem de som.

## Sinopse
Jason Bourne é uma arma humana criada e perseguida pela CIA. Após sua última aparição, ele decidiu sumir definitivamente e esquecer sua antiga vida de matador. Entretanto, uma matéria em um jornal de Londres especulando sua existência, faz com que ele se torne um alvo outra vez. O projeto Treadstone, que deu origem a Bourne, já não existe mais, porém serviu de base para um novo projeto: o Blackbriar, desenvolvido pelo Departamento de Defesa. O Blackbriar desenvolve uma nova geração de matadores treinados, o governo acredita que Bourne é uma ameaça e deve ser eliminado imediatamente. Ao mesmo tempo, Bourne vê neles a oportunidade de descobrir quem realmente é e o que fizeram com ele enquanto o Treadstone esteja ativo. Agora, Bourne conta com a ajuda de Nicky Parsons e Pamela Landy para isso.

## Elenco
| Ator             | Papel             | Dublagem |
| ---------------- | ----------------- | -------- |
| Matt Damon       | Jason Bourne      |          |
| Julia Stiles     | Nicky Parsons     |          |
| David Strathairn | Noah Vosen        |          |
| Scott Glenn      | Ezra Kramer       |          |
| Paddy Considine  | Simon Ross        |          |
| Édgar Ramírez    | Paz               |          |
| Albert Finney    | Dr. Albert Hirsch |          |
| Joan Allen       | Pamela Landy      |          |
| Tom Gallop       | Tom Cronin        |          |
| Corey Johnson    | Wills             |          |
| Daniel Brühl     | Martin Kreutz     |          |
| Dan Fredenburgh  | Jimmy             |          |
| Lucy Liemann     | Lucy              |          |

## Personagens

### Jason Bourne
Interpretado por Matt Damon
Fluente em diversos idiomas, também possui conhecimento em técnicas de combate. Sofre de amnésia em decorrência de fatos passados. Na busca por sua identidade, se depara com pessoas que querem eliminá-lo.

### Nicky Parsons
Interpretada por Julia Stiles
Trabalhava em Paris respondendo diretamente para Alexander Conklin no tempo em que o projeto Treadstone estava ativo. Era responsável por monitorar a saúde mental dos agentes do projeto, por isso, foi convocada para ajudar a encontrar Jason Bourne. Acaba se tornando aliada de Bourne em sua busca a respeito de sua real identidade.

### Noah Vosen
Interpretado por David Strathairn
O idealizador da Operação Blackbriar, uma nova versão do Treadstone, além de ser o atual diretor da CIA. Está determinado a eliminar Jason Bourne e qualquer um que possa levar a público alguma informação sobre o Blackbriar.

### Ezra Kramer
Interpreatdo por Scott Glenn
Superior direto de Pamela Landy e Noah Vosen.

### Simon Ross
Interpretado por Paddy Considine
Jornalista britânico que descobre os segredos do projeto Treadstone e o passado de Jason Bourne.

### Paz
Interpretado por  Edgar Ramirez
Matador enviado para eliminar Jason Bourne e Simon Ross.

### Dr. Albert Hirsch
Interpretado por Albert Finney
Monitorava as mudanças de comportamento dos agentes durante as atividades do projeto Treadstone.

### Pamela Landy
Interpretada por Joan Allen
Era líder de uma força-tarefa montada para encontrar Jason Bourne, também já foi diretora da CIA. Atualmente dá suporte, extra-oficialmente, à Bourne em sua busca por sua origem.

## Principais prêmios e indicações
Oscar 2008 (EUA)
3 vitórias
- Óscar para melhor montagem
- Óscar para melhor mixagem de som
- Óscar para melhor edição de som

BAFTA 2008 (Reino Unido)
- Venceu nas categorias de melhor edição de som e melhor montagem.
- Indicado nas categorias de melhor fotografia, melhor diretor e melhores efeitos especiais.